# Novotinea klimeschi
Novotinea klimeschi är en fjärilsart som beskrevs av Hans Rebel 1941. Novotinea klimeschi ingår i släktet Novotinea och familjen äkta malar. Inga underarter finns listade i Catalogue of Life.